# The Facts of Life
The Facts of Life is een Amerikaanse comedyserie. Hiervan werden 209 afleveringen gemaakt die oorspronkelijk van 24 augustus 1979 tot en met 7 mei 1988 werden uitgezonden door NBC. The Facts of Life is een spin-off van de comedyserie Diff'rent Strokes, waarin hoofdrolspeelster Charlotte Rae ook te zien is als Edna Garrett, maar dan als bijpersonage.
The Facts of Life werd drie keer genomineerd voor een Primetime Emmy Award: in 1982 voor die voor beste hoofdrolspeelster in een comedyserie (Rae), in 1986 voor het camerawerk en in 1987 voor de haarstyling. Verschillende acteurs wonnen in totaal zes Young Artist Awards: Kim Fields in zowel 1981 als 1982 (beste jonge comédienne), Nancy McKeon in 1983 (beste jonge actrice in een comedyserie), Taliesin Jaffe in 1985 (beste gastrol in een televisieserie), Mackenzie Astin in 1986 (beste bijrolspeelster in een televisieserie) en Seth Green in 1989 (beste gastrol in een televisieserie).

## Uitgangspunt
Huishoudster Edna Garrett vindt een nieuwe baan als begeleidster op een kostschool voor meisjes, waar ze zorg draagt voor de leerlingen. Hierbij krijgt ze te maken met thema's als drugs, seksualiteit, eetstoornissen, persoonlijke ontwikkeling en misdaad tot aan de overgang van het leven als leerling naar die als deelnemer aan de arbeidsmarkt.

## Rolverdeling
Alleen acteurs die verschenen in meer dan tien afleveringen zijn vermeld
- Charlotte Rae - Edna Garrett
- Lisa Whelchel - Blair Warner
- Kim Fields - Dorothy 'Tootie' Ramsey
- Mindy Cohn - Natalie Green
- Nancy McKeon - Jo Polniaczek
- Mackenzie Astin - Andy Moffett
- Cloris Leachman - Beverly Ann Stickle
- Felice Schachter - Nancy Olson
- Julie Piekarski - Sue Ann Weaver
- George Clooney - George Burnett
- Julie Anne Haddock - Cindy Webster
- Sherrié Austin - Pippa McKenna
- Molly Ringwald - Molly Parker
- John Lawlor - Steven Bradley
- Geri Jewell - Geri Tyler
- Alex Rocco - Charlie Polniaczek

## Trivia
- Hoofdrolspeelster Rae (en daarmee ook Edna Garrett) verliet The Facts of Life na 145 afleveringen. Zij was voor het laatst te zien in de eerste twee afleveringen van seizoen zeven. De serie liep daarna nog zeventig afleveringen door zonder haar.